# Dodge Nitro
Dodge Nitro — среднеразмерный кроссовер производства американской компании Dodge, принадлежащей концерну Chrysler Corporation. Вытеснен с конвейера моделью Dodge Journey.

## История
Автомобиль Dodge Nitro впервые был представлен в феврале 2005 года на Чикагском автосалоне. О разработке автомобиля Dodge Nitro было объявлено в августе 2006 года.
Серийно автомобиль производился с 2007 года. В зависимости от компоновки автомобиль получал индексы SXT, SLT и R/T.
В 2009 году заднеприводные автомобили получили индекс SE, а полноприводные — SLT. С 2010 года автомобили получали индексы Heat, Detonator и Shock в зависимости от салонов.
Производство завершилось в 2012 году.

## Продажи в США
| Год   | Продано |
| ----- | ------- |
| 2006  | 16990   |
| 2007  | 74825   |
| 2008  | 36368   |
| 2009  | 17443   |
| 2010  | 22618   |
| 2011  | 24434   |
| 2012  | 3269    |
| Всего | 195247  |

## Галерея

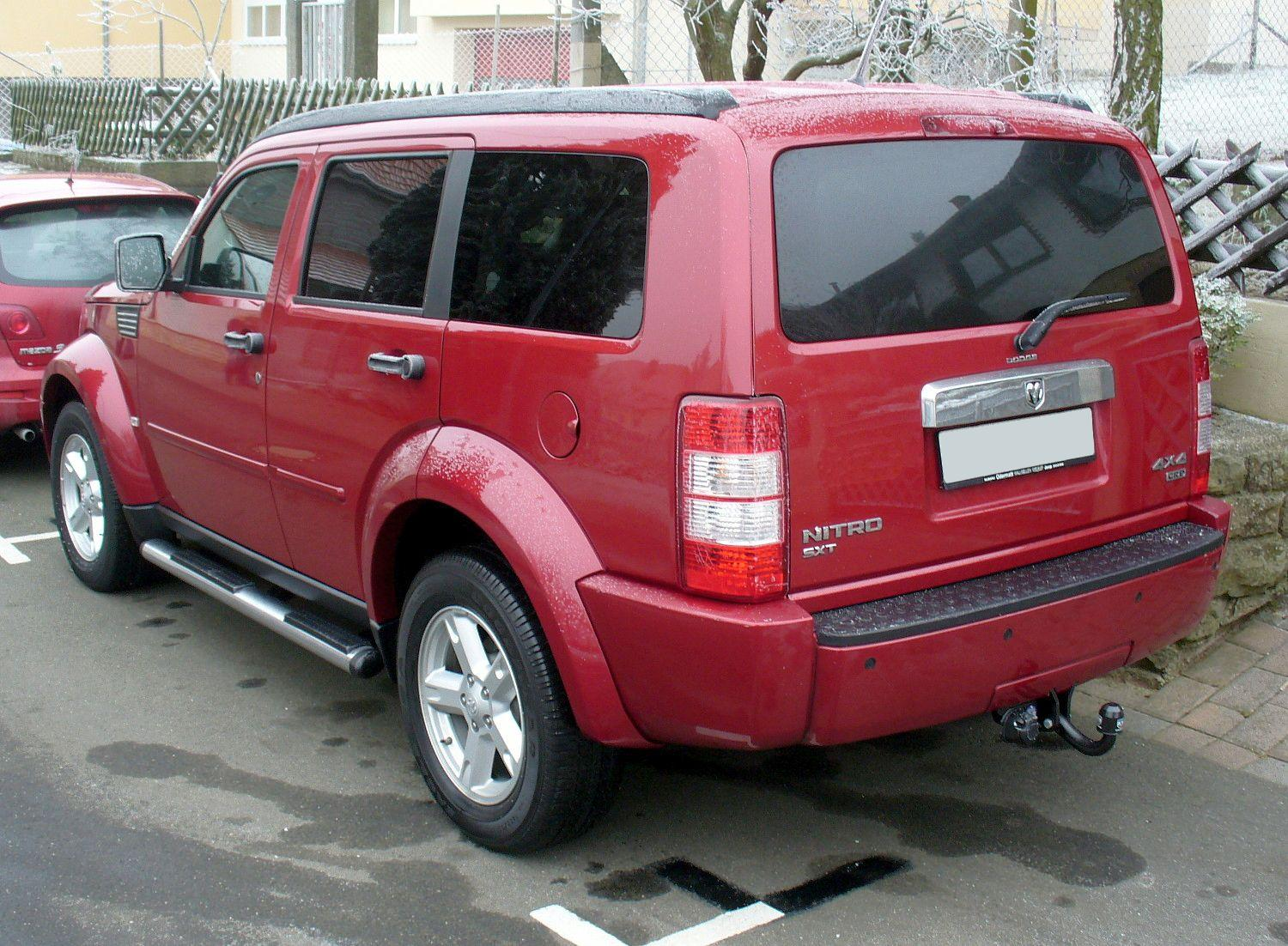
Dodge Nitro SXT
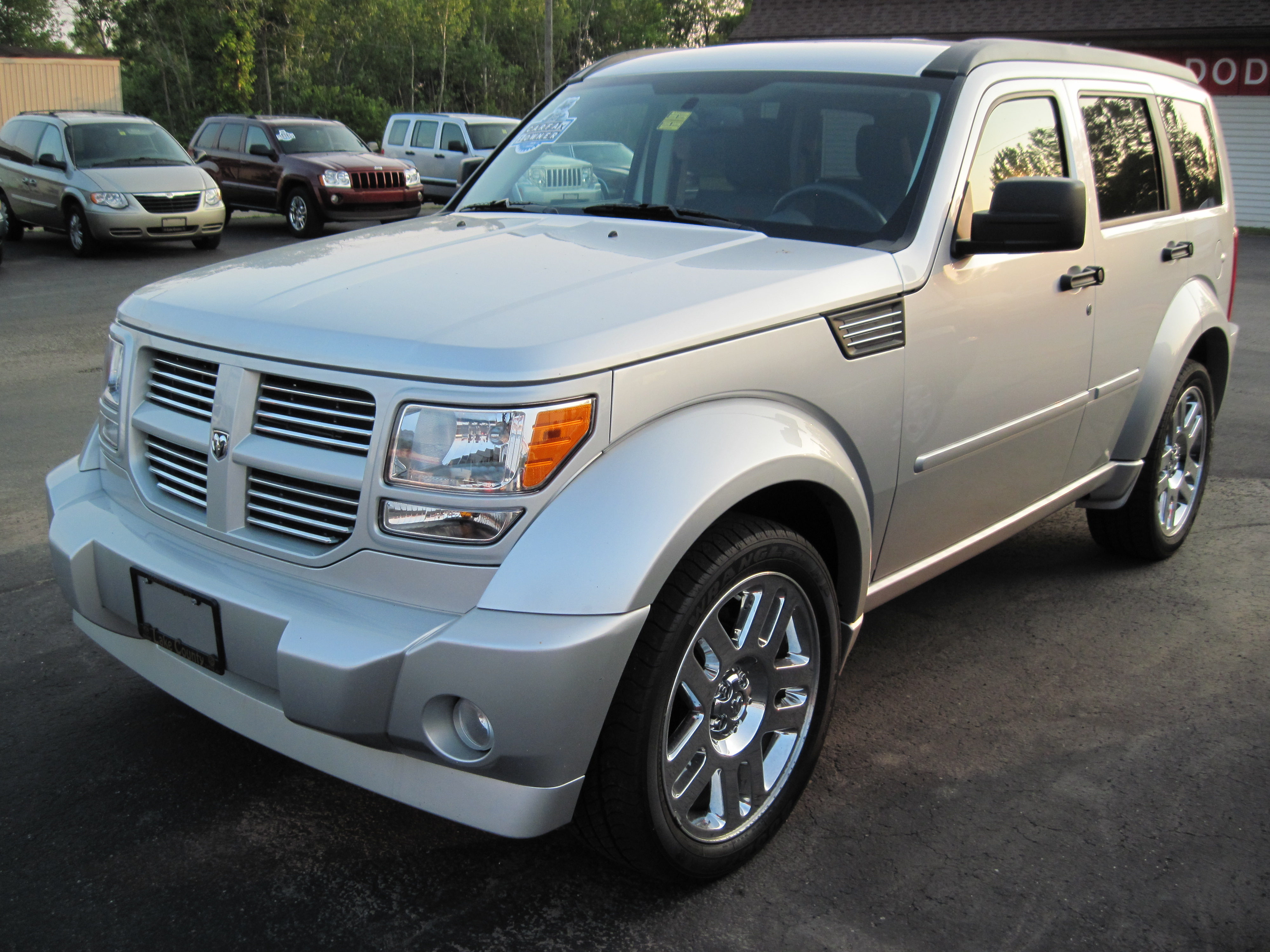
Dodge Nitro R/T
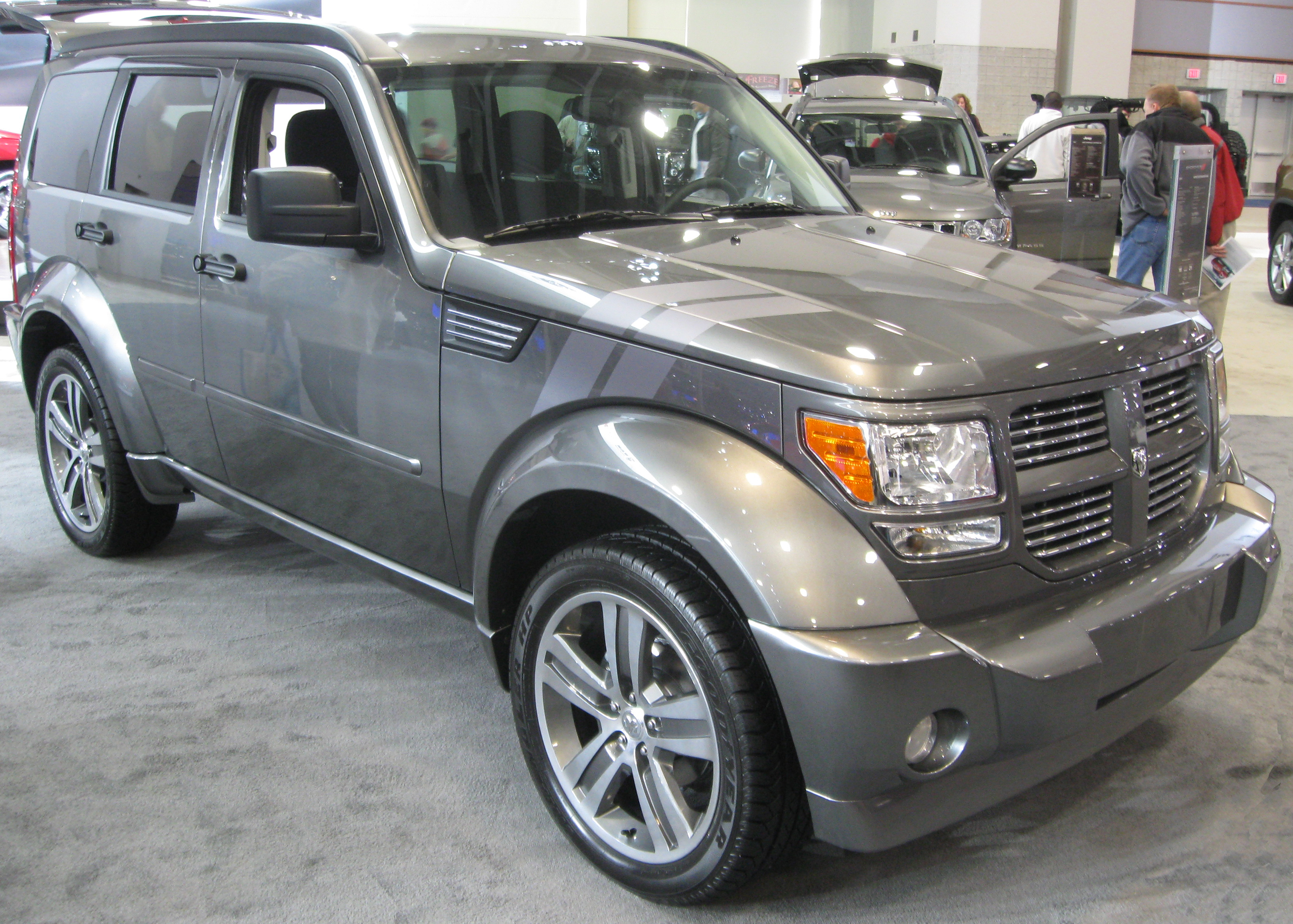
Dodge Nitro Detonator